# Sony Open Tennis 2014
Sony Open Tennis 2014, také známý pod názvem Miami Masters 2014, byl společný tenisový turnaj mužského okruhu ATP World Tour a ženského okruhu WTA Tour, hraný v areálu Tennis Center at Crandon Park na otevřených dvorcích s tvrdým povrchem. Konal se mezi 17. až 30. březnem 2014 ve floridském Key Biscayne jako 30. ročník turnaje.
Mužská polovina se po grandslamu řadila do druhé nejvyšší kategorie okruhu ATP World Tour Masters 1000 a její dotace činila 5 649 105 amerických dolarů. Ženská část s rozpočtem 5 427 105 dolarů patřila také do druhé nejvyšší úrovně okruhu WTA Premier Mandatory. Miamská událost tradičně navázala na Indian Wells Masters.
Mužská dvouhra Miami Masters 2014 se stala prvním turnajem jakékoli kategorie otevřené éry tenisu, kdy nebyl odehrán ani jeden semifinálový zápas a oba finalisté postoupili bez boje. Tomáš Berdych odstoupil pro žaludeční potíže v den zápasu, které vedly ke zvracení. Kei Nišikori vzdal pro poranění třísla.
Švýcarská 33letá tenistka a bývalá světová jednička Martina Hingisová se poprvé od deblového návratu do profesionálního tenisu v létě 2013 probojovala do finále turnaje WTA Tour, když spolu s Němkou Sabine Lisickou postoupila do boje o titul ve čtyřhře. Na pěti předchozích turnajích zaznamenala pouze tři vítězné zápasy. Po prohře v úvodním kole ženské čtyřhry US Open 2013, kde nastoupila s Danielou Hantuchovou, na okruhu poté nehrála půl roku až do březnového Indian Wells Masters 2014. O deblový titul se utká poprvé od sezóny 2007, kdy vyhrála s Marií Kirilenkovou turnaj Qatar Ladies Open. Na floridském Miami Masters v minulosti vybojovala již po dvou triumfech z dvouhry i čtyřhry. Po finálové výhře získala Hingisová 38. kariérní titul ze čtyřhry.
Desátá nasazená Dominika Cibulková v ženské dvouhře si čtvrtfinálovou výhrou nad světovou trojkou Agnieszkou Radwańskou zajistila premiérový kariérní průnik do první desítky žebříčku WTA, v následném pondělním vydání z 31. března 2014. Po prohraném úvodním setu odvrátila ve druhém dějství tři mečboly Polky, když dokázala otočit negativní vývoj tiebreaku z poměru míčů 2:5. Po Daniele Hantuchové (5. místo) a Karině Cílekové-Habšudové (10. místo) se tak stala třetí slovenskou tenistkou v historii, která pronikla do elitní desítky singlové klasifikace WTA. Vzhledem k semifinálové prohře s Li Na, ji náleželo 10. místo. Pokud by podlehla až ve finále Sereně Williamsové, patřila by jí 9. pozice, a jestliže by turnaj vyhrála, mohla se posunout dokonce na 6. příčku světové klasifikace.

## Distribuce bodů a finančních odměn

### Distribuce bodů
| Soutěž                                              | Vítězové | F   | SF  | ČF  | 16 v kole | 32 v kole | 64 v kole | 128 v kole | Q  | Q2 | Q1 |
| --------------------------------------------------- | -------- | --- | --- | --- | --------- | --------- | --------- | ---------- | -- | -- | -- |
| dvouhra mužů                                        | 1000     | 600 | 360 | 180 | 90        | 45        | 251)      | 10         | 16 | 8  | 0  |
| čtyřhra mužů                                        | 1000     | 600 | 360 | 180 | 90        | 0         |           |            |    |    |    |
| dvouhra žen                                         | 1000     | 650 | 390 | 215 | 120       | 65        | 351)      | 10         | 30 | 20 | 2  |
| čtyřhra žen                                         | 1000     | 650 | 390 | 215 | 120       | 10        |           |            |    |    |    |
| 1) – nasazení s volným losem získávají body 1. kola |          |     |     |     |           |           |           |            |    |    |    |

### Finanční odměny
| Soutěž            | Vítězové | Finalisté | Semifinalisté | Čtvrtfinalisté | 16 v kole | 32 v kole | 64 v kole | 128 v kole | Q2     | Q1     |
| ----------------- | -------- | --------- | ------------- | -------------- | --------- | --------- | --------- | ---------- | ------ | ------ |
| dvouhry           | $787 000 | $384 065  | $192 485      | $98 130        | $51 730   | $27 685   | $14 945   | $9 165     | $2 730 | $1 395 |
| čtyřhry*          | $257 860 | $125 850  | $63 070       | $32 140        | $16 950   | $9 070    |           |            |        |        |
| * – částka na pár |          |           |               |                |           |           |           |            |        |        |

## Dvouhra mužů

### Nasazení
| Stát               | Hráč                  | ATP1) | Nasazení |
| ------------------ | --------------------- | ----- | -------- |
| Španělsko          | Rafael Nadal          | 1.    | 1.       |
| Srbsko             | Novak Djoković        | 2.    | 2.       |
| Švýcarsko          | Stanislas Wawrinka    | 3.    | 3.       |
| Španělsko          | David Ferrer          | 4.    | 4.       |
| Švýcarsko          | Roger Federer         | 5.    | 5.       |
| Spojené království | Andy Murray           | 6.    | 6.       |
| Česko              | Tomáš Berdych         | 7.    | 7.       |
| Argentina          | Juan Martín del Potro | 8.    | 8.       |
| Francie            | Richard Gasquet       | 9.    | 9.       |
| Spojené státy      | John Isner            | 10.   | 10.      |
| Francie            | Jo-Wilfried Tsonga    | 11.   | 11.      |
| Kanada             | Milos Raonic          | 12.   | 12.      |
| Německo            | Tommy Haas            | 13.   | 13.      |
| Itálie             | Fabio Fognini         | 14.   | 14.      |
| Bulharsko          | Grigor Dimitrov       | 16.   | 15.      |
| Španělsko          | Tommy Robredo         | 17.   | 16.      |
| Jižní Afrika       | Kevin Anderson        | 18.   | 17.      |
| Španělsko          | Nicolás Almagro       | 19.   | 18.      |
| Polsko             | Jerzy Janowicz        | 20.   | 19.      |
| Japonsko           | Kei Nišikori          | 21.   | 20.      |
| Lotyšsko           | Ernests Gulbis        | 22.   | 21.      |
| Ukrajina           | Alexandr Dolgopolov   | 23.   | 22.      |
| Francie            | Gaël Monfils          | 24.   | 23.      |
| Německo            | Philipp Kohlschreiber | 25.   | 24.      |
| Chorvatsko         | Marin Čilić           | 26.   | 25.      |
| Francie            | Gilles Simon          | 27.   | 26.      |
| Kanada             | Vasek Pospisil        | 28.   | 27.      |
| Španělsko          | Fernando Verdasco     | 29.   | 28.      |
| Rusko              | Dmitrij Tursunov      | 30.   | 29.      |
| Německo            | Florian Mayer         | 32.   | 30.      |
| Itálie             | Andreas Seppi         | 33.   | 31.      |
| Španělsko          | Feliciano López       | 34.   | 32.      |

- 1) Žebříček ATP k 17. březnu 2014.

### Jiné formy účasti
Následující hráčí obdrželi divokou kartu do hlavní soutěže:
- Marcos Baghdatis[9]
- Kyle Edmund[9]
- Ryan Harrison[9]
- Karen Chačanov[9]
- Guido Pella

Následující hráči postoupili z kvalifikace:
- Aljaž Bedene
- Alex Bogomolov
- Thiemo de Bakker
- David Goffin
- Andrej Golubjev
- Malek Džazírí
- Steve Johnson
- Lukáš Lacko
- Paul-Henri Mathieu
- Jack Sock
- Dominic Thiem
- Jimmy Wang
  -  Benjamin Becker – šťastný poražený
  -  Dušan Lajović – šťastný poražený

#### Odhlášení
před zahájením turnajem
- Pablo Andújar
- Juan Martín del Potro (poranění zápěstí)
- Jürgen Melzer poranění ramena)
- Benoît Paire (poranění kolena)
- Dudi Sela
- Janko Tipsarević (poranění nohy)
- Michail Južnyj (poranění zad)

### Skrečování
- Michail Kukuškin

## Mužská čtyřhra

### Nasazení
| Stát          | Hráč           | Stát          | Hráč              | ATP1 | Nasazení |
| ------------- | -------------- | ------------- | ----------------- | ---- | -------- |
| Spojené státy | Bob Bryan      | Spojené státy | Mike Bryan        | 2.   | 1.       |
| Rakousko      | Alexander Peya | Brazílie      | Bruno Soares      | 6.   | 2.       |
| Chorvatsko    | Ivan Dodig     | Brazílie      | Marcelo Melo      | 11.  | 3.       |
| Indie         | Leander Paes   | Česko         | Radek Štěpánek    | 18.  | 4.       |
| Španělsko     | David Marrero  | Španělsko     | Fernando Verdasco | 18.  | 5.       |
| Indie         | Rohan Bopanna  | Pákistán      | Ajsám Kúreší      | 26.  | 6.       |
| Kanada        | Daniel Nestor  | Srbsko        | Nenad Zimonjić    | 28.  | 7.       |
| Polsko        | Łukasz Kubot   | Švédsko       | Robert Lindstedt  | 38.  | 8.       |

- 1 Žebříček ATP k 3. březnu 2014; číslo je součtem žebříčkového postavení obou členů páru.

### Jiné formy účasti
Následující páry obdržely divokou kartu do hlavní soutěže:
- Deiton Baughman /  Martin Redlicki
- Ryan Harrison /  Jack Sock

## Ženská dvouhra

### Nasazení
| Stát          | Hráčka                     | WTA1) | Nasazení |
| ------------- | -------------------------- | ----- | -------- |
| Čína          | Li Na                      | 2.    | 1.       |
| Polsko        | Agnieszka Radwańská        | 3.    | 2.       |
| Bělorusko     | Viktoria Azarenková        | 4.    | 3.       |
| Rusko         | Maria Šarapovová           | 5.    | 4.       |
| Německo       | Angelique Kerberová        | 6.    | 5.       |
| Rumunsko      | Simona Halepová            | 7.    | 6.       |
| Srbsko        | Jelena Jankovićová         | 8.    | 7.       |
| Česko         | Petra Kvitová              | 9.    | 8.       |
| Itálie        | Sara Erraniová             | 10.   | 9.       |
| Dánsko        | Caroline Wozniacká         | 11.   | 10.      |
| Srbsko        | Ana Ivanovićová            | 12.   | 11.      |
| Slovensko     | Dominika Cibulková         | 13.   | 12.      |
| Itálie        | Roberta Vinciová           | 14.   | 13.      |
| Španělsko     | Carla Suárezová Navarrová  | 15.   | 14.      |
| Německo       | Sabine Lisická             | 16.   | 15.      |
| Austrálie     | Samantha Stosurová         | 17.   | 16.      |
| Spojené státy | Sloane Stephensová         | 18.   | 17.      |
| Francie       | Eugenie Bouchardová        | 19.   | 18.      |
| Belgie        | Kirsten Flipkensová        | 20.   | 19.      |
| Itálie        | Flavia Pennettaová         | 21.   | 20.      |
| Rusko         | Anastasija Pavljučenkovová | 22.   | 21.      |
| Francie       | Alizé Cornetová            | 23.   | 22.      |
| Rusko         | Jekatěrina Makarovová      | 24.   | 23.      |
| Estonsko      | Kaia Kanepiová             | 26.   | 24.      |
| Rumunsko      | Sorana Cîrsteaová          | 27.   | 25.      |
| Česko         | Lucie Šafářová             | 28.   | 26.      |
| Rusko         | Světlana Kuzněcovová       | 30.   | 27.      |
| Česko         | Klára Zakopalová           | 32.   | 28.      |
| Slovensko     | Daniela Hantuchová         | 33.   | 29.      |
| Rusko         | Jelena Vesninová           | 34.   | 30.      |
| Slovensko     | Magdaléna Rybáriková       | 35.   | 31.      |
| Španělsko     | Garbiñe Muguruzaová        | 36.   | 32.      |

- 1) Žebříček WTA k 17. březnu 2014.

### Jiné formy účasti
Následující hráčky obdržely divokou kartu do hlavní soutěže:
- Casey Dellacquová
- Indy de Vroomová[9]
- Victoria Duvalová[9]
- Anett Kontaveitová
- Rebecca Petersonová[9]
- Naděžda Petrovová[9]
- Heather Watsonová[9]
- Aleksandra Wozniaková

Následující hráčky postoupily z kvalifikace:
- Kiki Bertensová
- Estrella Cabezaová Candelaová
- Kimiko Dateová
- Zarina Dijasová
- Olga Govorcovová
- Nadija Kičenoková
- Patricia Mayrová-Achleitnerová
- Šachar Pe'erová
- Katarzyna Piterová
- Virginie Razzanová
- Coco Vandewegheová
- Donna Vekićová
  -  Jana Čepelová – šťastná poražená

#### Odhlášení
před zahájením turnaje
- Viktoria Azarenková (poranění nohy)
- Jamie Hamptonová (poranění kyčle)
- Polona Hercogová
- Maria Kirilenková (poranění hlezna)
- Ajumi Moritová
- Laura Robsonová (poranění zápěstí)

během turnaje
- Alisa Klejbanovová (onemocnění)
- Sabine Lisická (chřipka)

#### Skrečování
- Mona Barthelová

## Ženská čtyřhra

### Nasazení
| Stát          | Hráčka                  | Stát          | Hráčka                | WTA1 | Nasazení |
| ------------- | ----------------------- | ------------- | --------------------- | ---- | -------- |
| Tchaj-wan     | Sie Šu-wej              | Čína          | Pcheng Šuaj           | 3.   | 1.       |
| Rusko         | Jekatěrina Makarovová   | Rusko         | Jelena Vesninová      | 7.   | 2.       |
| Itálie        | Sara Erraniová          | Itálie        | Roberta Vinciová      | 12.  | 3.       |
| Česko         | Květa Peschkeová        | Slovinsko     | Katarina Srebotniková | 14.  | 4.       |
| Zimbabwe      | Cara Blacková           | Indie         | Sania Mirzaová        | 24.  | 5.       |
| Česko         | Andrea Hlaváčková       | Česko         | Lucie Šafářová        | 25.  | 6.       |
| Austrálie     | Ashleigh Bartyová       | Austrálie     | Casey Dellacquová     | 34.  | 7.       |
| Spojené státy | Raquel Kopsová-Jonesová | Spojené státy | Abigail Spearsová     | 38.  | 8.       |

- 1 Žebříček WTA k 3. březnu 2014; číslo je součtem žebříčkového postavení obou členek páru.

### Jiné formy účasti
Následující páry obdržely divokou kartu do hlavní soutěže:
- Sorana Cîrsteaová /  Anastasija Pavljučenkovová
- Kirsten Flipkensová /  Ana Ivanovićová
- Martina Hingisová /  Sabine Lisická
- Garbiñe Muguruzaová /  Carla Suárezová Navarrová

Následující pár nastoupil do hlavní soutěže z pozice náhradníka:
- Sharon Fichmanová /  Megan Moultonová-Levyová

### Odhlášení
před zahájením turnaje
- Bethanie Matteková-Sandsová (poranění levého kyčle)

během turnaje
- Alisa Klejbanovová (nemoc)

## Přehled finále

### Mužská dvouhra
- Novak Djoković vs.  Rafael Nadal, 6–3, 6–3

### Ženská dvouhra
- Serena Williamsová vs.  Li Na, 7–5, 6–1

### Mužská čtyřhra
- -  Bob Bryan /  Mike Bryan vs.  Juan Sebastián Cabal /  Robert Farah, 7–6(10–8), 6–4

### Ženská čtyřhra
- Martina Hingisová /  Sabine Lisická vs.  Jekatěrina Makarovová /  Jelena Vesninová, 4–6, 6–4, [10–5]